# Villa Rehwoldt

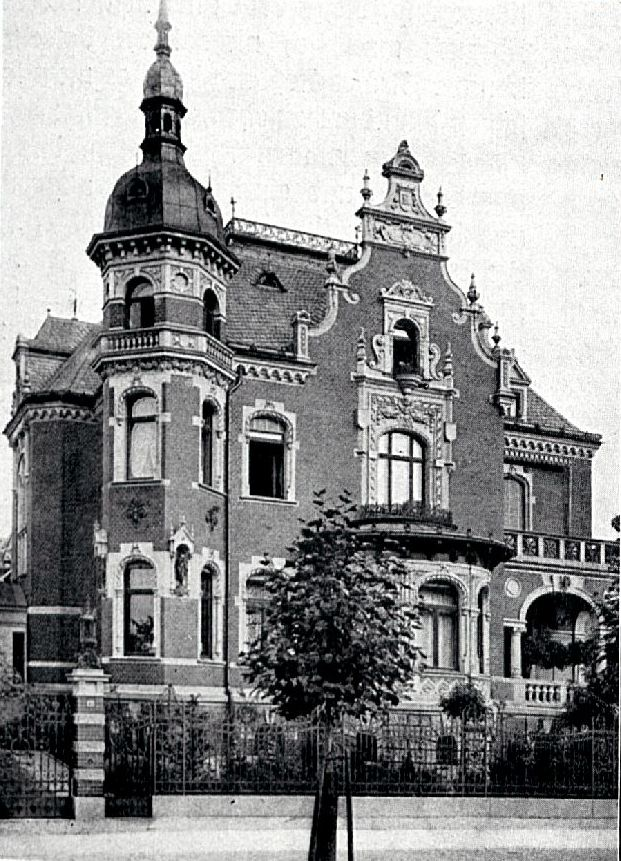
Villa Rehwoldt (vor 1905)

Die Villa Rehwoldt war eine Villa in Leipzig, sie stand an der Karl-Tauchnitz-Straße im Musikviertel. Das Haus wurde im Zweiten Weltkrieg zerstört.
Die Villa wurde vor 1899 von dem Architekten Arwed Roßbach (1844–1902) für den Leipziger Unternehmer Friedrich Rehwoldt (1846–1924), dem Geschäftsführer und Mitinhaber der Maschinenfabrik Gebr. Brehmer, im Stil der Neorenaissance erbaut und hatte ursprünglich die Adresse Carl-Tauchnitz-Straße 45. 1901 wurde die Schreibweise des Straßennamens offiziell in Karl-Tauchnitz-Straße geändert, vermutlich gleichzeitig wurden die Grundstücke umnummeriert, das Gebäude trug später die Hausnummer 29.